# Byzantium (màu)
Byzantium là tên một màu. Nó là sắc đậm hơn của màu tía. Thông tin về nó được miêu tả trong khung bên phải.
Cách dùng từ "byzantium" với tư cách là tên một màu trong tiếng Anh xuất hiện lần đầu tiên vào năm 1926.
Nguồn về màu này ở tại: ISCC-NBS Dictionary of Color Names (1955)--Color Sample of Byzantium (color sample #238): Lưu trữ ngày 27 tháng 6 năm 2016 tại Wayback Machine.

## Các dạng màu byzantium

### Byzantine
Thông tin về màu byzantine được thể hiện ở bảng bên phải. Màu byzantine là tông màu đậm hơn của màu tím trung bình thiên về màu đỏ tươi.
Cách dùng từ "byzantine" với tư cách là tên một màu trong tiếng Anh xuất hiện lần đầu tiên vào năm 1924.

### Đế quốc
Thông tin về màu đế quốc được thể hiện ở bảng bên phải.
Cách dùng từ đế quốc với tư cách là tên một màu trong tiếng Anh xuất hiện lần đầu tiên vào năm 1926.
Nguồn về màu này ở tại: ISCC-NBS Dictionary of Color Names (1955)--Color Sample of Imperial (color sample #219): Lưu trữ ngày 21 tháng 8 năm 2017 tại Wayback Machine.

### Byzantium đậm
Thông tin về màu byzantium đậm được thể hiện ở bảng bên phải.
Màu byzantium đậm chính là tông màu tối của màu byzantium ghi trên danh sách ISCC-NBS ở trang sau: ISCC-NBS Dictionary of Color Names (1955)--Color Sample of Byzantium (color sample #242): Lưu trữ ngày 27 tháng 6 năm 2016 tại Wayback Machine.

## Trong văn hóa
- Byzantine là một màu phổ biến dùng trong các trang sức của phụ nữ.